# Bronzeuntersatz Britisches Museum GR 1946,1017.1

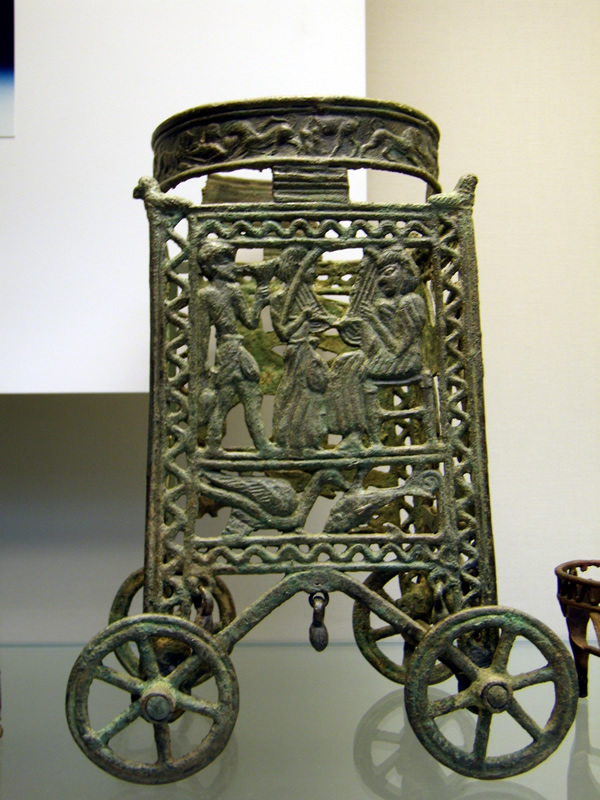
Bronzeuntersatz

Der Bronzeuntersatz Britisches Museum GR 1946,1017.1 (siehe auch Kultwagen) stammt wohl aus Zypern und datiert in die Späte Bronzezeit (ca. 1250–1100 v. Chr.). Er ist etwa 31 cm hoch und 15 cm breit. Der genaue Fundort des Objektes ist nicht bekannt, doch kann die Insel Zypern zumindest als Herstellungsort vermutet werden.
Der Untersatz hat vier Räder und mag einst ein Wein- oder Wassergefäß, vielleicht auch einen Weihrauchbrenner getragen haben. Der Untersatz ist gut erhalten, doch fehlen Teile des Ringes, der den oberen Abschluss bildet, und auch im unteren Bereich sind Teile der Dekoration weggebrochen. Der Ring im oberen Abschluss zeigt jeweils abwechselnd einen Löwen, der wiederum eine andere Kreatur, vielleicht einen Menschen, angreift, neben weidenden Tieren. Die Hauptfelder zeigen vier verschiedene Szenen. Auf einer Seite ist eine Sphinx abgebildet. Auf der Seite gegenüber erscheint das Bild eines Löwen. Das dritte Feld zeigt einen Streitwagen mit zwei Pferden. Im Wagen stehen ein Wagenlenker und eine weitere Person, bei der es sich vielleicht um eine heroische Figur oder um eine Gottheit handelt. Die vierte Szene zeigt zwei Figuren, die eine Lyra spielen, eine dritte Person hält ein Gefäß an den Mund. In den untersten Registern sieht man schließlich Delphine, Fische und Wasservögel.
Gerade aus der Späten Bronzezeit auf Zypern stammen zahlreiche künstlerisch und handwerklich hochstehende Bronzearbeiten, darunter befinden sich Dreifüße, Statuen, aber auch vierseitige Gefäßuntersätze mit reichem figürlichem Dekor. Dieser Untersatz im Britischen Museum gehört zu den Meisterwerken dieser Gruppe.
Das Objekt wurde 1946 durch einen Nachlass an das Museum übertragen. Es soll Mitte des 19. Jahrhunderts von Walter Montagu-Douglas-Scott, 5. Duke of Buccleuch, erworben worden sein. Ein Erwerb auf Zypern ist wahrscheinlich.